# (388) Charybdis
(388) Charybdis – planetoida z grupy pasa głównego asteroid okrążająca Słońce w ciągu 5 lat i 79 dni w średniej odległości 3,01 j.a. Została odkryta 7 marca 1894 roku w Observatoire de Nice w Nicei przez Auguste Charloisa. Nazwa planetoidy pochodzi od potwora morskiego w mitologii greckiej Charybdy. Przed jej nadaniem planetoida nosiła oznaczenie tymczasowe (388) 1894 BA.